# Nachal No'am
Nachal No'am (hebrejsky: נחל נועם) je vádí na pomezí pahorkatiny Šefela a pobřežní nížiny v Izraeli. Začíná v nadmořské výšce okolo 300 metrů západně od pahorku Giv'at Gad a jihovýchodně od vesnice Lachiš. Směřuje pak k severozápadu prakticky neosídlenou, mírně zvlněnou krajinou, která je částečně zalesněna a částečně zemědělsky využívána. Vádí zde míjí Národní park Me'arot Samach a pahorky Giv'at Azar a Giv'at Samach. Podchází pak těleso dálnice číslo 6 a míjí ze severovýchodu vesnici No'am. Za ní od jihu přijímá vádí Nachal Šalva a vstupuje do zastavěného území města Kirjat Gat. Zde podél něj krátce vede železniční trať Tel Aviv-Beerševa. Od jihu přijímá i vádí Nachal Uza. Na severním okraji města ústí zleva do toku Lachiš.